# Насарава
Насарава (англ. Nasarawa State) — штат у центральній частині Нігерії. 15-й за площею та 35-й за населенням штат Нігерії. Адміністративний центр штату — місто Лафіа.

## Історія
Насарава — сільськогосподарський штат Нігерії з великими родовищами солі та бокситів. Утворений 1 жовтня 1996 року з штату Плато.

## Адміністративний поділ
Адміністративно штат ділиться на 13 територій місцевого управління:
| - Akwanga - Awe - Doma - Karu - Keana - Keffi - Kokona |  | - Lafia - Nassarawa - Nassarawa-Egon - Obi - Toto - Wamba |